# Trofeu Zegna de Vela
El Trofeu Zegna de Vela és una competició esportiva de vela que té lloc cada any des de 1989 a Barcelona, sota l'organització del Reial Club Nàutic de Barcelona.
Va ser concebut pel dissenyador italià Ermenegildo Zegna a imatge del Trofeu Zegna-Regata de Primavera de Portofino, que des de feia anys se celebrava a Itàlia. De 1989 ençà aquesta competició ha anat creixent tant en prestigi com en nombre de participants. Al principi només competien embarcacions de la classe IOR, però, més tard, seria una de les primeres proves a aplicar el sistema de mesura, construcció i competició IMS (Internacional Measurement System), que es va començar a utilitzar a Catalunya l'estiu del 1993. El seu creixement posterior l'ha dut a depassar en diverses edicions el centenar d'embarcacions inscrites.
La cita té lloc habitualment durant un cap de setmana de maig i sovint inaugura la temporada de regates. Forma part, conjuntament amb el Trofeu Comte de Godó de vela i el Trofeu del RCNB, de l'anomenada «Triple Corona de Barcelona». El rei emèrit espanyol Joan Carles I hi participà en més d'una ocasió amb l'embarcació Bribón.